# Глезен
Глезенът е част от човешкото тяло, свързваща ходилото с останалата част от крака. Глезенната става се образува от свързването на три кости: голямопищялната и малкопищялната кост на подбедрицата със скочната кост на ходилото. Няколко групи мускули, чиито сухожилия се захващат за различни части на ходилото, осъществяват движението в глезенната става нагоре и надолу.
Най-здравото сухожилие на глезена е Ахилесовото сухожилие, което е разположено зад глезена и свързва мускулите на прасеца с петната кост.